# Довженко-Центр
Національний центр Олександра Довженка (також Довженко-Центр) — державний фільмофонд України, аудіовізуальний архів, що забезпечує збереження, дослідження, популяризацію та реставрацію національної кіноспадщини. 26 січня 2022 року рішенням уряду Довженко-Центр передано з управління Міністерства культури та інформаційної політики України до сфери управління Держкіно. Є закладом культури, суб'єктом кінематографії та видавничої справи. Член Міжнародної федерації кіноархівів (FIAF).
5 серпня 2022 року Держкіно видало наказ про реструктуризацію Центру, що передбачає його поділ між кількома іншими інституціями та передачу його колекції Науковому центру кінематографії України. Це рішення викликало обурення культурної спільноти та міжнародного кіноархівного середовища. Наразі процес реорганізації призупинено.

## Історія
Національний центр Довженка створено 10 вересня 1994 року Указом Президента України «Про заходи щодо відзначення 100-річчя від дня народження Олександра Довженка». Де-факто розпочав роботу 1996 року. 2000 року до Центру приєднано Київську кінокопіювальну фабрику, на території котрої він розміщувався з 1996 року. Фільмофонд фабрики ліг в основу кіноколекції Центру.
2015 року розпочато реформування Центру, що передбачало його перетворення з промислового підприємства на культурну установу. Навесні 2019 року генеральний директор Центру Іван Козленко заявив про успішне завершення процесу реформування. 29 березня 2019 року відповідно до наказу Міністерства культури України до Центру приєднано кіностудію Укранімафільм, правонаступником якої став Центр.
Від вересня 2017 року на базі Центру працює перформативна платформа «СЦЕНА 6», майданчик для розвитку незалежних театрів. 12 вересня 2019 року розпочав роботу заснований восени 2015 року Музей кіно Довженко-Центру загальною площею понад 1 500 м². Музей відкрився мультимедійною виставкою «ВУФКУ. Lost&Found», присвяченою історії українського кінематографа 1920-х років.
У січні 2025 року Довженко-Центр запустив власний онлайн-кінотеатр.

## Реформування в 2015—2019 роках[11]
1 квітня 2015 року генеральний директор Центру Іван Козленко представив громадськості концепцію перетворення Центру на сучасний культурний хаб. Вона передбачала перетворення режимного промислового підприємства на відкриту культурну інституцію, переорієнтування основної діяльності з кінокопіювання на створення культурного контенту, а також передачу частини порожніх приміщень Центру незалежним культурним інституціям за принципом «профільної оренди». 
Чотири роки комплексних реформ Центру призвели до його фундаментальної трансформації.
За 4 роки валовий дохід Центру зріс з 16,4 млн грн. в 2015 році до 41,13 млн грн. в 2019 році. Було відремонтовано 50% площ центрального корпусу Центру, оновлено інженерну інфраструктуру, запущено три автономні котельні, а колишні фабричні цехи перетворено на експозиційні та перформативні простори. 
Якщо до 2015 року основна активність Довженко-Центру зосереджувалась на промоції українського кіно на партнерських майданчиках в Україні та на міжнародних кінофестивалях закордоном, то завдяки розвитку сервісної інфраструктури в 2018 році основні активності Центру перенесено у власні відремонтовані приміщення. Відтак було докорінно змінено концепцію програмування подій, щільність яких восени 2018 року сягнула кількох на тиждень. В 2019 році заходи в Довженко-Центрі відвідали 55 тис. осіб. 
В 2018 році внаслідок реструктуризації в структурі Центру виділено окремі підрозділи - Фільмофонд (в складі фільмосховища та кінолабораторії), Кіноархів, Музей кіно та Медіатека, впроваджено систему уніфікованого обліку фондів.  
В 2020 році розроблено нову айдентику, в основі котрої — абрис модерністського фасаду Центру, та запущено новий веб-сайт.   

## Колекція[12]
Фільмофонд Центру особливо активно формувався в 1996—2001 роках, коли, крім фільмів із колекції Київської кінокопіювальної фабрики, він поповнився фондами державних кіностудій (Національної кіностудії художніх фільмів ім. Довженка, Національної кінематеки, Укркінохроніки) та частково фільмами українського виробництва з колекції ліквідованого «Совекспортфільму». У 2003—2014 роках для поповнення фільмофонду здійснювалися закупівлі українських фільмів у Ґосфільмофонду Росії. В 2012—2013 роках Центру були передані фільмофонди кіностудії Укранімафільм, Маріупольського обласного кінопрокату та колекція американських освітньо-пропагандистських фільмів з архіву Києво-Могилянської академії. В 2017—2019 роках фільмофонд Центру поповнився фондами Одеської кіностудії, колишніх Житомирського та Київського кінопрокатів. 

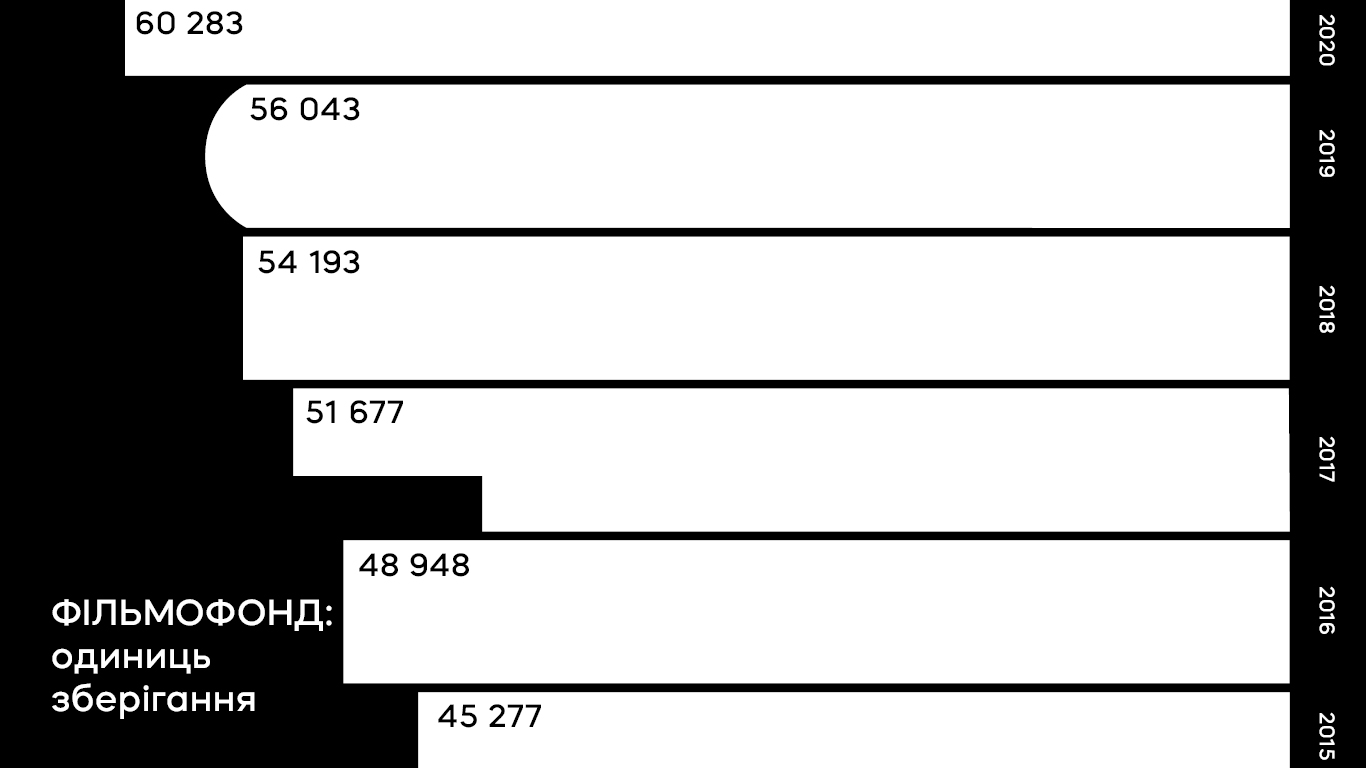
Збільшення фільмофонду

Станом на 1 січня 2021 року в Центрі знаходиться 60 283 одиниць зберігання кіноматеріалів (більше 7 000 найменувань кінотворів) — художніх, анімаційних, документальних та науково-популярних фільмів здебільшого українського виробництва. Більшість із них представлені на вихідних матеріалах — негативах і контратипах, частина також — на позитивних плівках та цифрових носіях. 
Найстаріший фільм в колекції Довженко-Центру  — французька стрічка "Стрілочник" (L'aiguilleur, 1910) виробництва Pathé Frères на оригінальній нітратній плівці. Найстаріший художній фільм українського радянського виробництва — "Привид ходить по Європі" (1922).
Фільмофонд Довженко-Центру визнано національним культурним надбанням. Частина фільмофонду віднесена до Національного архівного фонду України.
Кіноархівний фонд Центру (понад 25 000 одиниць зберігання) складається з фондів особових документів, кіноплакатів, фото- та бібліотечного фонду.
Основу музейної колекції Центру з понад 350 предметів складає фонд кінотехніки.

## Діяльність
Протягом 2007—2010 та 2011—2014 років Центр здійснював національну програму реставрації українського кінематографа, в рамках якої відреставровано десятки фільмів 1920—1990-х років, зокрема повні колекції фільмів Олександра Довженка, Івана Миколайчука, Юрія Іллєнка, німого кіно 1920-х (понад 20 фільмів), українські класичні фільми 1960-1990-х років, згодом видані на DVD.
Центр провадить активну культурну та популяризаційну діяльність. Був організатором національних стендів на кіноринках Каннського, Берлінського, Карловарського міжнародних кінофестивалів, ретроспектив в Україні та за кордоном. Серед відомих серійних культурних проєктів Центру — національний кінопрокат кращих українських короткометражних фільмів року «Українська нова хвиля», покази реставрованих українських німих фільмів з музичним супроводом наживо «Коло Дзиґи», фестиваль німого кіно та сучасної музики «Німі ночі», щорічна національна ретроспектива ОМКФ. Завдяки ретроспективам Довженко-Центру українському глядачеві було повернуто такі «забуті» фільми, як «Документи епохи» (1928), «Небувалий похід» (1931), «Дорога в Парадіз» (1991), «Шамара» (1994) тощо.
Десятки українських німих фільмів, заборонених в 1920-30-х роках, отримали українські та міжнародні репрем'єри, а деякі, що ніколи не виходили на екрани - були показані вперше. Центр повернув в Україну з міжнародних кіноархівів та ввів в науковий обіг українські фільми, що раніше вважалися втраченими: «Тарас Трясило» (1926), «Людина і мавпа» (1930), «Свині завжди свині» (1931). Над створенням нових саундтреків до німих фільмів на замовлення Центру працювали відомі українські музиканти: ДахаБраха, Антон Байбаков, Вагоновожатые, Zapaska, Юрій Кузнецов, Мар'яна Садовська, Алла Загайкевич, Ptakh Jung, Хаммерман знищує віруси.
В 2018-2021 роках Медіатека та Музей кіно Довженко-Центру провели низку популярних кіновиставок: «Г.Р. Ґігер. Алієнація», «ВУФКУ. Lost&Found», «Кричати, кликати, горіти!», «Польоти вві сні та наяву», «Сторіччя. Фелліні у світі» та ін.
В рамках видавничої програми Центру було випущено чотиритомну Антологію української кінокритики 1920-х, збірку критичних статей «Кіноревізія Донбасу», книги-каталоги виставок «ВУФКУ. Lost&Found» та «Польоти вві сні та наяву», українську дилогію Михаїла Кауфмана тощо.
В 2021 році за результатами опитування понад 70 українських та закордонних істориків кіно, кінокритиків та кіноархівістів Центр склав список 100 найкращих українських фільмів.

## Керівники
- Мандрика Володимир Андрійович, 2000—2010
- Чміль Ганна Павлівна (в. о.), 2010—2011
- Іванова (Федорчук) Вероніка Олександрівна (в. о.), 2011—2014
- Козленко Іван Васильович, 2014—2021
- Олена Гончарук (в. о.) — 2021 —дотепер

## Скандали
В 2014 році після багатомісячної тяганини з організацією конкурсу на посаду генерального директора Довженко-Центру, лише завдяки тиску громадськості ним було призначено Івана Козленка, підтриманого колективом Центру та відомими українськими кінематографістами. За рік Козленко виграв перший в історії державних культурних інституцій конкурс на посаду керівника, однак не був призначений впродовж наступних чотирьох місяців.  
Довженко-центр двічі намагалися реорганізувати без згоди колективу: в 2010 та в 2022 роках. Обидві спроби де-факто передбачали виселення Довженко-Центру з його приміщень. Наказом Міністерства культури України 2010 року передбачалося виокремлення зі структури Центру виробничих потужностей та утворення на їх базі державного кінокопіювального комплексу ДП "Кінолабораторія" поза територією Центру. Фільмова колекція Центру мала бути переміщена на територію кіностудії ім. Довженка. Внаслідок суспільного розголосу та активного спротиву колективу Центру наказ зрештою було скасовано. 
5 серпня 2022 року Держкіно України, в сферу управління котрого Довженко-Центр було передано кількома днями раніше, видало наказ №100, що передбачав передачу фільмофонду Центру установі, що не вела діяльності з 2011 року, та виокремлення зі структури Центру державної анімаційної студії. Голова Держкіно Марина Кудерчук пояснила таке рішення потребою в "оптимізації бюджетних видатків", нехтуванням Центром виробництва анімаційних фільмів, його дотаційністю та тим, що Центр "не є архівною установою".  
Водночас Держкіно дало згоду Фонду держмайна України на приватизацію двох корпусів Центру, що генерували його основний дохід, та увільнило переможницю конкурсу на посаду генерального директора Центру Олену Гончарук від виконання обов'язків керівника. В самому Довженко-Центру пройшли обшуки СБУ, що супроводжувались вилученням документів. Скандал розгорівся ще з більшою силою, коли Держкіно призначило тимчасовим керівником Центру кінолога Юлію Каждан, яку колектив не пустив на робоче місце, а згодом — кінооглядача Андрія Алферова, який так і не приступив до виконання обов'язків. 
Ні петиція Кабінету міністрів України з вимогою скасувати реорганізацію, що зібрала 25 000 підписів, ні широкий суспільний та міжнародний резонанс, ні позиція комітету Верховної ради України з гуманітарної та інформаційної політики, не примусили Держкіно скасувати непопулярне рішення, яке підтримав уряд. Відтак Довженко-Центр подав судовий позов проти Держкіно з вимогою визнати наказ незаконним, який зрештою виграв.
В намаганні забезпечити контроль над Довженко-Центром органи управління двічі — в 2021 та 2023 роках — проводили конкурси на посаду генерального директора інституції, обидва з яких виграла підтримана колективом Олена Гончарук. В обох випадках всупереч закону вона так і не була призначили генеральним директором де-юре, натомість за позовом Держкіно проти неї було порушено кримінальну справу. 
Суспільна кампанія на підтримку Довженко-Центру, що супроводжувалась акціями протесту та міжнародної адвокації, сприяла ширшому висвітленню його діяльності та делегітимізації Держкіно як органу управління кіногалуззю. Уряд і Держкіно понесли великі репутаційні втрати, а однією з причин звільнення з посади міністра гуманітарної та інформаційної політики Ткаченка аналітики назвали спробу реорганізації Довженко-Центру.  